# Perseo Miranda
Perseo Miranda (n. 5 martie 1965, Genova, Italia) este un cântăreț de heavy metal. Este cunoscut și pentru cariera sa solo, fiind de asemenea și scriitor, prezentator radio/TV.

## Discografie
- Perseo Miranda and his theatre (1980-1981)
- I sayd I look away! (1981)
- Light and darkness (2006)
- Evolution of the spirit (2007)
- Parallel dimensions (2008)
- Praise my Day (2009)[1]
- A silence that screams, in a broken dreams (2010)
- A silence that screams (2010)[2]

## Cărți
- Manuale di astrologia (2001)[3]
- Gli astri dicono (2003)[4]